# Menzies Bay
Menzies Bay är en vik i Kanada. Den ligger i provinsen British Columbia, i den sydvästra delen av landet, 3 700 km väster om huvudstaden Ottawa.
I omgivningarna runt Menzies Bay växer i huvudsak barrskog. Runt Menzies Bay är det ganska glesbefolkat, med 43 invånare per kvadratkilometer.